# FK Minjor Pernik
FK Minjor Pernik (Bulgaars: ФК Миньор Перник) is een Bulgaarse voetbalclub uit Pernik. De club werd opgericht in 1952 na een fusie van enkele teams uit de stad.

## Geschiedenis
Krakra Pernik nam deel aan het allereerste Bulgaarse kampioenschap in 1923/24, dat toen nog in een bekervorm betwist werd. De club verloor in de eerste ronde van Orel Vratsa met 1-0. De volgende deelname kwam in 1929/30 toen de club met 0-4 verloor van Slavia Sofia. In 1935/36 won de club voor de eerste keer van Hadzhi Slavtsjev Pavlikeni. In de kwartfinale versloeg Krakra Levski Roese met 1-0, maar verloor dan in de halve finale van Titsja Varna.
In 1951 speelde de club DSO Torpedo Dimitrovo in de hoogste klasse, Dimitrovo was tussen 1949 en 1962 de naam van de stad Pernik. Het volgende seizoen speelde fusieclub Minjor in de hoogste klasse en redde zich net van degradatie. Na twee middelmatige seizoenen werd de club vierde in 1955, de beste klassering ooit. De volgende jaren was de club nog een goede subtopper. Degradatie dreigde in 1959 toen het met evenveel punten als degradant Beroe Stara Zagora eindigde. Het jaar erna werd dit rechtgezet met een zesde plaats en een evenaring van de vierde plaats in 1960/61. Dit hoogtepunt werd echter gevolgd door een degradatie.
Na vier seizoenen keerde de club terug en redde zich net van degradatie. Het volgende seizoen eindigde Minjor in de middenmoot. De club fuseerde daarna met Metaloerg Pernik uit de tweede klasse en nam nu de naam Krakra Pernishki Pernik aan, en eindigde tiende op zestien. Het volgende seizoen degradeerde de club opnieuw. De club veranderde de naam gewoon in Pernik en promoveerde opnieuw in 1972; ze nam voor de start van 1973/74 weer de naam Minjor Pernik aan. De club speelde tot 1977 in de hoogste klasse, maar vocht elk jaar tegen degradatie. Na twee jaar afwezigheid keerde Minjor terug en werd achtste. In 1980/81 eindigde de club ex aequo met Botev Vratsa, Belasitsa Petritsj en FC Sliven maar degradeerde door een slechter doelsaldo.
Minjor keerde terug voor seizoen 1984/85, maar werd voorlaatste. De club keerde nog terug van 1987 tot 1989 en 1990 tot 1992 en kon pas vanaf 1996 weer wat langer in de hoogste klasse blijven toen de club zesde werd. De volgende jaren speelde de club in de middenmoot en werd uiteindelijk laatste in 2001. Het volgende seizoen werd een catastrofe toen de club opnieuw degradeerde en nu in de derde klasse verzeild geraakte. De club kon de vrije val stoppen en werd zesde. De club kon terugkeren in de tweede klasse na seizoen 2004. In 2008 werd de club tweede en speelde het een play-off tegen Kaliakra Kavarna. Het waren penalty's die over het lot van Minjor beslisten; de club won deze, waardoor het in 2008/09 opnieuw in de hoogste klasse ging spelen. In 2013 degradeerde de club en door licentie problemen kwam de club op het derde niveau te spelen. In 2020 promoveerde de club weer naar de tweede klasse en speelde daar drie seizoenen en kon in 2024 opnieuw promotie afdwingen. 

## Erelijst
- Beker van Bulgarije

Finalist: 1958

## Naamsveranderingen
- Pernik - 1970/1973
- Krakra - 1969/1970
- Torpedo - 1948/1952
- Republikanets'46 - 1946/1948

## Bekende spelers
| - Velizar Dimitrov - Pavel Vladimirov - Kiril Ivkov - Kiril Djorov - Anjelo Kuchukov | - Yanek Kuchukov - Zdravko Lazarov - Georgi Yordanov - Mario Valkov - Ludmil Evgeniev - Krasimir Svilenov |